# Norbergska professuren
Den norbergska professuren (från 1860 norbergska professionen i nyeuropeisk lingvistik och modern litteratur) var en professur vid Lunds universitet, instiftad av Matthias Norberg 1811, och detta lärosätes första professur i moderna språk. Professuren gick under sin historia från en renodlad professur i moderna språk till en kombinerad professur i moderna språk och litteraturvetenskap (vilken var fråga för en bitter tillsättningsstrid involverande Carl Jonas Love Almqvist), och sedan åter till en renodlad språkprofessur. Den norbergska professuren som titel försvann 1876, men professuren i nyeuropeisk lingvistik och modern litteratur levde vidare och kom så småningom att splittras i flera professurer i enskilda moderna språk.

## Bakgrund och Stecksén

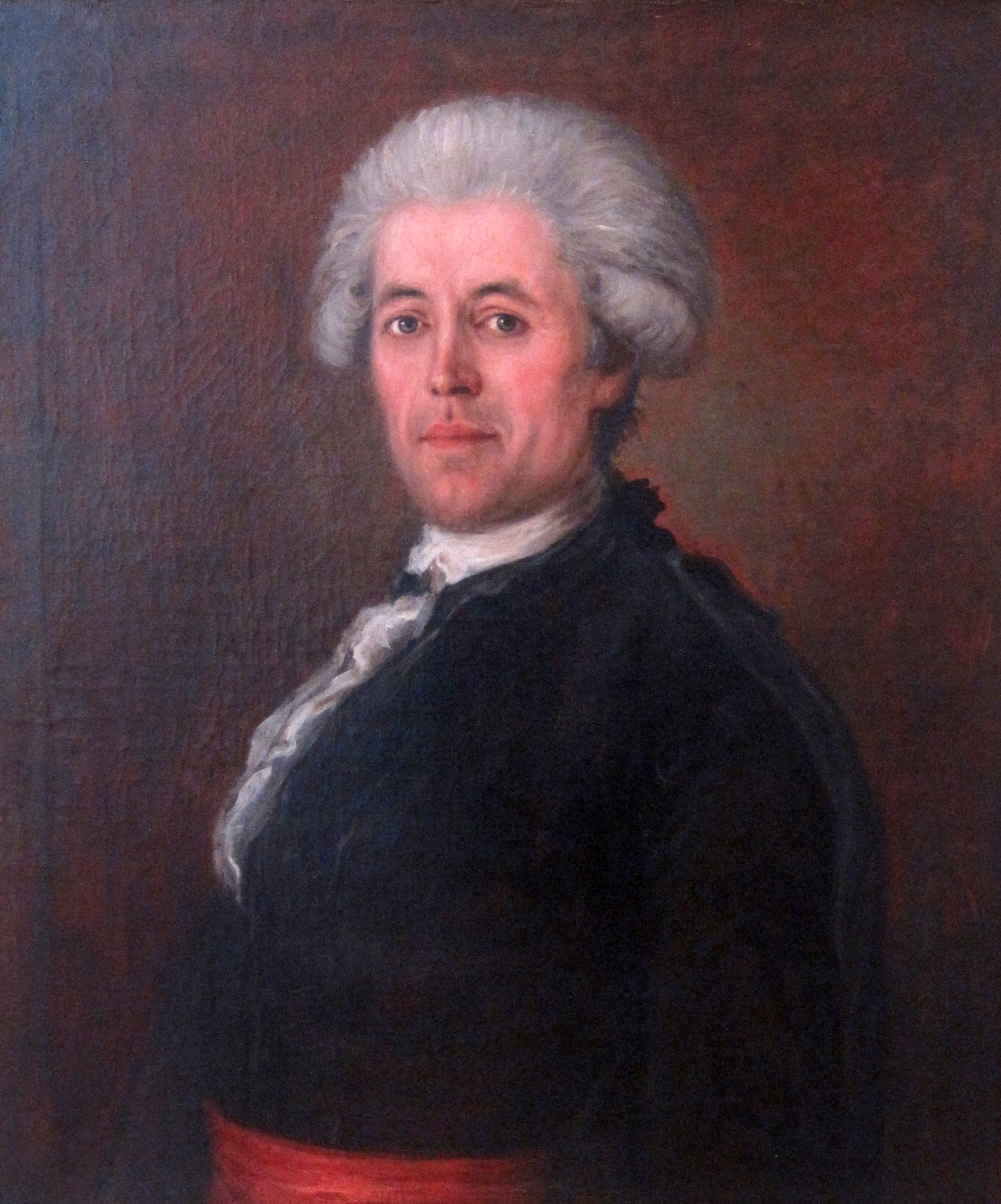
Professor Matthias Norberg, instiftaren av den norbergska professuren, porträtterad av Lunds universitets dåvarande ritmästare Martin David Roth.

Undervisningen i moderna språk hade länge en undanskymd roll vid Lunds universitet. Förvisso bedrevs det undervisning i dessa språk vid akademien, men till skillnad från de klassiska språken bedrevs den inte av professorer; istället sköttes universitetets undervisning i engelska och franska med flera språk av så kallade språkmästare. Dessa språkmästare räknades som exercitiemästare och var som sådana mer inriktade på handfast utlärande av språkfärdigheter, snarare än vetenskapligt studium av desamma. En ändring i detta kom först 1811, och då genom en donation från Matthias Norberg.
Matthias Norberg var orientalist och professor i österländska språk och grekiska vid Lunds universitet från 1780. Han var flera gånger universitetets rektor, och beslöt 1811 att donera 16666 riksdaler 32 skilling banko till Lunds universitet för att bekosta införandet av en professur i moderna språk. Norberg ställde som krav för donationen att dess förste innehavare skulle vara hans systerson Jonas Stecksén, som förvisso var mycket språkkunnig, men knappast innehade några akademiska meriter; Steckséns akademiska bana inskränkte sig till studier i Uppsala  och Lund från 1791 och deltagande i studentupploppet 1793. Han hade 1798 gått till sjöss och bland annat tjänstgjort som fartygskapten - en bana som förvisso gav honom stora möjligheter att lära sig moderna språk, men som knappast imponerade på konsistoriets ledamöter. Norberg framhärdade emellertid, och hans professorskollegor fick motvilligt ge sig. Donationen stadfästes genom kunglig resolution 1813, dock med förbehållet att professuren inte skulle tillsättas förrän språkmästaren Wilhelm Julius Leche lämnade sin post, varefter språkmästarlönen skulle fogas till den norbergska donationen. Detta skedde först 1815, varför det dröjde ända till 1816 innan Jonas Stecksén kunde tillträda posten som den förste professor norbergianus.
Turerna kring Steckséns tillsättande bidrog emellertid till att den nye professorn kom att behandlas nedlåtande av sina kollegor; trots att han föreläste både i franska, tyska och engelska gjorde han inte succé som lärare och förvägrades säte och stämma i konsistoriet, något som säkert bidrog till Steckséns förbittring mot Lunds universitet. När han avled 1835 testamenterade därför den förste norbergske professorn sin förmögenhet till Uppsala universitet, en donation som åtminstone 2007 var den största enskilda donation Uppsala universitet någonsin mottagit. I donationen ingick även tre jordar utanför Lund som enligt donationen inte fick säljas, vilket förhindrade staden Lunds expansion ut på bland annat Stampelyckan tills regeringen inskred 1955 och ändrade villkoren. I praktiken kom dock Steckséns donation att lägga hinder i vägen för Lunds stadsplanering ända till 1966.

## Estetik och tillsättningsstrid

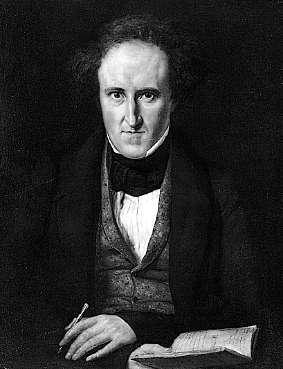
Carl Jonas Love Almqvist, en av de sökande till den Norbergska professuren år 1838.

Steckséns död innebar också att den norbergska professuren fick en något annan inriktning än vad som ursprungligen var tänkt. Redan 1828 hade Kommittén för granskningen av rikets utbildningsverk rekommenderat införandet av en särskild professur i estetik (idag närmast litteraturvetenskap), men Lunds universitet hade vid tillfället inte råd att betala ytterligare en professorslön, och frågan löstes därför genom att estetiken bakades in i den norbergska professuren mot att staten lovade att betala mellanskillnaden i lön. Professor norbergianus skulle sålunda inte bara undervisa och examinera i moderna språk, utan även i litteraturvetenskap. När denna kombinerade post så utlystes år 1838 ledde detta till en av artonhundratalets mest infekterade tillsättningsstrider.
I frågan om tillsättandet av en ny professor norbergianus utkristalliserade sig snabbt två huvudriktningar och tre huvudkandidater. Vad gäller inriktningen så rörde frågan huruvida störst vikt skulle fästas vid språkvetenskapliga eller litteraturvetenskapliga meriter. Till den förstnämnda linjen anslöt sig merparten av Lunds universitets konsistorium, och till den sistnämnda svenska regeringen och ett antal tunga namn inom Lunds universitet, exempelvis Johan Henrik Thomander. De tre huvudkandidaterna var adjunkten Sven Rydberg, som upprätthållit undervisningen i moderna språk efter Steckséns frånfälle, docenten i grekiska vid Uppsala universitet Carl August Hagberg, samt författaren och rektorn för Nya Elementar i Stockholm Carl Jonas Love Almqvist.
Rydberg företrädde den språkvetenskapliga inriktningen, hade konsistoriums stöd, och ansågs i mångt och mycket som den självklara kandidaten. Almqvist och Hagberg, som företrädde den litteraturvetenskapliga inriktningen, hade stöd från höga vederbörande i Stockholm. Lunds studenter och Johan Henrik Thomander föredrog Almqvist, medan Hagbergs far Carl Peter Hagberg, understödd av biskopen i Växjö Esaias Tegnér, inskred för sonens räkning. Rydberg blev emellertid konsistoriets förslag, och sedan Almqvist straffat ut sig själv genom publikationen av Det går an och den därpå följande striden tycktes saken avgjord. Rydberg drog trots detta oförhappandes tillbaka sin kandidatur, kanske på grund av regeringens ensidiga fokus på estetikens roll i professionen, varför Carl August Hagberg utnämndes till professor norbergianus 1840.
Hagbergs undervisning blev, föga förvånande, kraftigt litteraturvetenskapligt inriktad, med särskild fokus på tolkningen av Shakespeares verk. Andra föreläsningsämnen var "estetikens och de sköna konsternas system, svensk litteraturhistoria, den spanska poesins historia, Molières komedier och Dantes Divina Comedia". 1855 fick Hagberg tjänstledigt för att arbeta med Svenska Akademiens ordbok, och när nordiska språk bildade en egen professur separat från den norbergska professuren år 1858 gick han över till denna. Under Hagbergs tjänstledighet upprätthölls undervisningen av Gustaf Ljunggren.

## Renodling och linjer framåt

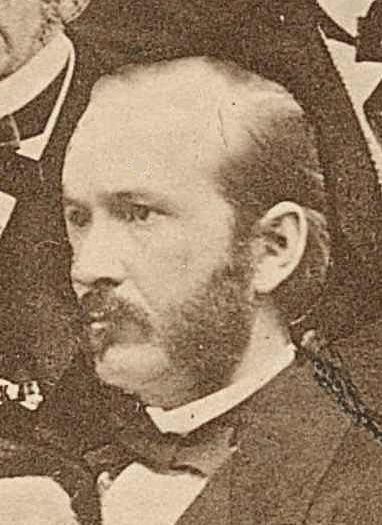
Edvard Lidforss kom att efterträda Emanuel Olde som professor i nyeuropeisk lingvistik och modern litteratur, men inte som norbergsk professor.

Efter Hagbergs avgång stod det klart att kombinationen av moderna språk och estetik i en och samma professur var mindre lyckad, och att två särskilda professurer var av nöden. Den tidigare avlöningsproblematiken avhjälptes genom att riksdagen 1856–1858 beviljade medel för två professurer i moderna språk respektive estetik, med konsekvensen att den norbergska professuren kunde återgå till att bli den renodlade språkprofessur som stiftaren avsett. En liten rest av den gamla kombinerade professuren hängde emellertid med i det att den även inkluderade modern litteratur. Professuren bytte därför också namn till norbergska professionen i nyeuropeisk lingvistik och modern litteratur.
År 1860 utsågs adjunkten i franska och engelska vid Uppsala universitet Emanuel Olde till ny professor norbergianus i denna mer språkinriktade professur. Hans föreläsningar blev också mer lingvistiska till sin natur, med medelhögtyska, fornfranska, fornprovensalska och anglosaxiska på schemat. Olde var emellertid ofta tjänstledig, och under denna tid upprätthölls undervisningen av Edvard Lidforss. Efter att Olde tagit avsked 1876 blev också Lidforss dennes efterträdare som professor i nyeuropeisk lingvistik och modern litteratur år 1878, men epitetet "norbergska" försvann, och Emanuel Olde får därför räknas som den siste norbergska professorn. I grunden var professurens innehåll det samma, om än med ett nytt fokus på den då nya vetenskapen fonetik. År 1887 försvann det sista organisatoriska spåret av den norbergska professuren när professionen i nyeuropeisk lingvistik och modern litteratur splittrades i en professur i germanska språk - med Lidforss som innehavare - och en i romanska språk. Dessa professurer skulle i sin tur komma att finfördelas ytterligare under de följande åren när ämnesspecialiseringen krävde professurer i enskilda språk, exempelvis engelska och tyska. Lunds universitets enda professur i moderna språk hade således utvecklats till en myriad professurer i många skilda språk.

## Lista över professores norbergiani
| Namn                | Bild                | Född                         | Mandatperiod | Död                          | Anmärkning                                              |
| ------------------- | ------------------- | ---------------------------- | ------------ | ---------------------------- | ------------------------------------------------------- |
| Jonas Stecksén      | Bild saknas         | 20 juni 1773 i Umeå          | 1816–1835    | 1 september 1835 i Lund      |                                                         |
| Carl August Hagberg | Carl August Hagberg | 7 juli 1810 i Lund           | 1840–1858    | 8 januari 1864 i Lund        | Tjänstledig 1855-1858 med Gustaf Ljunggren som vikarie. |
| Emanuel Olde        | Emanuel Olde        | 8 september 1802 i Stockholm | 1860–1876    | 2 augusti 1885 vid Ängelholm |                                                         |